# 五女拜寿
五女拜寿，越剧古装剧，是顾锡东为嘉兴地区青年越剧团创作的新编古装越剧。浙江小百花越剧团演出版本曾拍摄成戏曲电影。

## 故事情节
明朝嘉靖年间，杨继康不满严嵩的专权，因而欲告老还乡。他与妻子共有五个女儿，分别是元芳、双桃、三春、四香、五凤。在他六十寿诞上，众女儿女婿带礼物拜寿。贫寒的三女儿三春与三女婿邹应龙前来拜寿却遭冷遇，二女儿双桃挑唆杨夫人将他们赶走。不久，杨继康遭到消职抄家，合家逃散，只有丫鬟翠云仗义相伴。双桃拒绝奉养二老。杨继康夫妇和翠云流落街头，巧逢杨三春，三春夫妇将二老接回家中。后来，邹应龙斗倒严嵩，杨家冤案昭雪。杨老夫人六十寿期，众女儿女婿又前来拜寿。杨老夫妇逐走大女婿，收翠云为义女，惟利是图的双桃羞愧离去。

## 创作、演出
1981年9月，时任嘉兴地区文化局副局长的顾锡东与邢竹琴、查康国一同在湖州创办嘉兴地区越剧团艺术训练班。为培养训练班学员，顾锡东创作了此剧。1982年春节，学员以嘉兴地区青年越剧团的名义在湖州首演《五女拜寿》。随后，剧团赴苏州、南京、杭州、上海等地巡回演出210场，引起轰动。1983年，剧团更名为湖州市越剧一团，此剧成为剧团常演剧目。浙江小百花越剧团在1983年时亦有出演此剧，于浙江省首届戏剧节上获得优秀剧本奖。1984年，长春电影制片厂以浙江小百花越剧团的演出版本制作的戏曲电影——《五女拜寿》，获得第5届中国电影金鸡奖最佳戏曲片。浙江小百花越剧团的“五朵金花”茅威涛、何赛飞、方雪雯、何英、董柯娣以及其他演员曾演出此剧。